# Oxuderces wirzi
Oxuderces wirzi är en fiskart som först beskrevs av Koumans, 1937.  Oxuderces wirzi ingår i släktet Oxuderces och familjen smörbultsfiskar. Inga underarter finns listade i Catalogue of Life.